# Xastir
 (octobre 2023).
Xastir est un logiciel open-source dédié à APRS, basé sur une interface graphique sous Motif. Il permet de positionner sur une carte les différentes trames reçues sur une ou plusieurs radios, ou via des passerelles Internet. Entre autres fonctionnalités :
- Répéteur et routeur APRS (Fonction appelée digipeater)
- Envoi/Réception de trames en format libre.
- Tracé de parcours.

Il accepte 125 différents formats de cartes, et fonctionne sous Linux, FreeBSD, Solaris, MacOSX et Windows.